# Comuna Lîpkî, Hoșcea
Lîpkî (în ucraineană Липки) este o comună în raionul Hoșcea, regiunea Rivne, Ucraina, formată din satele Andrusiiv, Drujne, Lîpkî (reședința) și Vovkoșiv.

## Demografie
Componența lingvistică a comunei Lîpkî
     Ucraineană (99,67%)
     Alte limbi (0,33%)
Conform recensământului din 2001, majoritatea populației comunei Lîpkî era vorbitoare de ucraineană (99,67%), existând în minoritate și vorbitori de alte limbi.